# Тиховський Ювеналій Іванович
Ювеналій Іванович Тиховський (2 (14) жовтня 1868, Покалів, Овруцький повіт, Волинська губернія (нині Овруцький район, Житомирська область) — 1919) — історик, бібліограф, педагог і літературний критик.
Народився в родині священика Покалівської церкви Іоана Тиховського. Старший брат Павло (1867—1938) згодом став літературознавцем і бібліографом.
Початкову освіту здобув у Клеванському духовному училищі на Рівненщині. З 1982 по 1888 р. навчався у Волинський духовній семінарії в Кременці, що на Тернопільщині. Серед його вчителів були краєзнавці Микола Теодорович, Феофіл Давидович, Григорій Крижановський, Петро Беляєв.
Після навчання у Московській духовній академії (1891—1895) отримав ступінь кандидата богослов'я. Викладав в Єдинецькому духовному училищі Бессарабської єпархії (1896—1899), російську мову у Верхньодніпровського сільськогосподарському училищі ім. Е. К. Бродського Катеринославського губернського земства, працював помічником бібліотекаря Київського політехнічного інституту, помічником інспектора в Волинській духовній семінарії (1902—1904), викладачем словесності та історії російської літератури (1904—1906), викладав у Тиврівському духовному училищі Подільської єпархії (1906).
Друкувався у журналах «Кіевская старина», «Волынские епархиальные ведомости» та інших. Праці про «Слово о полку Ігоревім», народні пісні, київські літописи, з історії монастирів й ін. Досліджував краєзнавчі матеріали Волині. Склав покажчик неофіційної частини видання «Волынские епархиальные ведомости» за 20 років (1888), «Село Белев Ровенского уезда (Летописный набросок)» (1891), «Мнимая типография Почаевского монастиря» (1895).